# Kitchener
Pour les articles homonymes, voir Kitchener (homonymie).
Kitchener est une ville canadienne située au sud-ouest de la province d'Ontario.

## Situation
Elle fait partie de la municipalité régionale de Waterloo qui est située à 100 km à l'ouest de Toronto.

## Chronologie municipale
L'année de la constitution de la ville est 1912.
Le conseil municipal comprend un maire et six conseillers.

## Toponyme
Avant 1916, la ville s'appelait Berlin. Mais dans le contexte de la Première Guerre mondiale et d'hostilité envers l'Allemagne, les citoyens choisirent de renommer la ville le 1er septembre 1916 en l'honneur du général britannique Lord Kitchener, mort le 5 juin 1916 lors du naufrage du  HMS Hampshire,.

## Sport
Au hockey junior, y évoluent les Rangers de Kitchener.
Il s'agit de la ville de naissance du légendaire défenseur des Devils du New Jersey de la LNH, Scott Stevens, ainsi que Bennett Wolf (en) qui n'a joué que 30 matchs avec les Penguins de Pittsburgh.
La compagnie de fabrication d’équipement de hockey Bauer Hockey y a été créée.

## Démographie
| 2001    | 2006    | 2011    | 2016    |
| ------- | ------- | ------- | ------- |
| 190 399 | 204 668 | 219 153 | 233 222 |